# Aritmetik
Aritmetik, räknelära, (från grekiskan arithmein: räkna, arithmetike: räknekonst, arithmos: tal) är den gren inom matematiken som behandlar räknande. Det är den mest ursprungliga formen av matematik och innefattar grundläggande egenskaper hos tal, som hur de skrivs och hur de fungerar under addition, subtraktion, multiplikation och division; även andra räkneoperationer som procenträkning, potenser, rotutdragning och logaritmer tillhör aritmetiken.
Med tal avses de naturliga talen, heltalen, de rationella talen (bråk av heltal), de reella talen (decimalutvecklingar och andra skrivsätt) eller de komplexa talen. Kärnan i aritmetiken utgörs av numeriska resultat, samt de tekniker (uppställningar och praktiska hjälpmedel) som används för att få fram dessa resultat.
Termen "högre aritmetik" syftar på talteori, det vill säga mer avancerade talegenskaper. Det är i detta sammanhang man finner aritmetiska funktioner samt aritmetikens fundamentalsats.

## Historia

### Aritmetikens ursprung
Aritmetiken är den äldsta grenen av matematiken och ligger till grund för all övrig matematik. Grunden till aritmetiken ligger i förmågan att jämföra olika egenskaper hos saker i form av antal, storlek och form. Detta är egenskaper som går att spåra tillbaka ända till de allra tidigaste människorna. Det är dock inte egenskaper som är unika för människan vilket gör att det är omöjligt att bestämma hur långt tillbaka i tiden de egentligen sträcker sig.
Principen bakom aritmetiken bygger alltså på jämförelser. Det lättaste exemplet är att kunna skilja på ett enstaka föremål och en grupp av samma föremål. Till exempel skillnaden mellan ett träd och en skog eller ett får och en hel flock. Nästa steg är då att se ett samband mellan trädet och fåret. Det är två föremål som är väldigt olika men som har något gemensamt i och med att de båda är ensamma. Detta kan tyckas enkelt men är ett stort och viktigt steg mot att kunna börja räkna. Här definieras nämligen talet, som den gemensamma faktorn mellan olika grupper. När man lärt sig särskilja och identifiera enstaka föremål är nästa steg att lära sig känna igen par. Med hjälp av dessa två verktyg kan sedan tre föremål identifieras som ett par och ett enstaka föremål eller fyra föremål som två par.

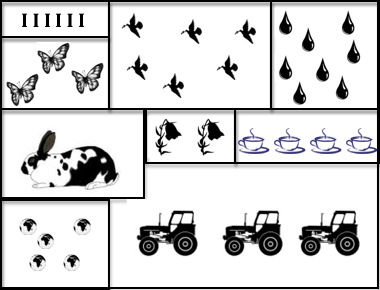
Människan kan identifiera upp till fyra föremål utan att räkna

Fyra är det största tal som människan direkt kan identifiera. Bara genom att titta på en mängd kan vi med hjälp av vår omedelbara uppfattning av antal eller "känsla" för antal, direkt se om den har ett, två, tre eller fyra element. Om mängden har fler element än fyra måste vi däremot använda oss av någon metod för att bestämma antalet, räkning. Studier visar att även vissa djur, till exempel kajor, kan identifiera upp till fyra element, vilket ger intrycket av att de räknar.
I början av 1900-talet utfördes studier av talsystemen hos olika urbefolkningar i till exempel Syd- och Centralafrika, Australien och Sydamerika. Vid dessa studier av deras talsystem visade det sig att de flesta av dessa stammar bara hade ord för ett och två. De kunde även uttrycka talen tre och fyra genom att säga "ett-och-två" eller "två-och-två". Alla tal över fyra motsvarades av ord som "många", "flera" och "oräkneliga". Detta beror på att man inte kan identifiera fler än fyra föremål utan abstrakt räkning.
Det finns dock andra, konkreta, metoder för att jämföra antal. Genom att använda andra föremål, till exempel stenar, pinnar eller benbitar, kan man jämföra antalet föremål i en mängd. Detta kallas för ett-till-ett överensstämmelse. Om man till exempel vill veta att inga får fattas i en flock kan man karva en skåra i en pinne för varje får och genom att senare jämföra pinnen med flocken kan man se om det fattas något får. Ett annat tydligt exempel är om man sätter sig i en buss. Då finns det två grupper i bussen, passagerarna och sittplatserna. Genom att para ihop dem två och två kan man direkt avgöra om de stämmer överens i antal eller, om inte, vilken det finns flest av, allt utan att räkna. 
Om man tittar närmare på dessa urbefolkningars sätt att skapa talen tre och fyra ser man att man lika lätt skulle kunna skapa talet fem som "två-två-ett" eller talet sex som "två-två-två". Detta kräver dock ett abstrakt resonemang. Men det leder oss in på en av grundprinciperna för aritmetiken. Genom att lägga ihop och lägga till tal till de man redan har kan man skapa alla de naturliga talen.

### Aritmetikens historia
Ett av de tidigaste spåren av aritmetik hittades i dåvarande Tjeckoslovakien och är cirka 30 000 år gammalt. Det är ett vargben i vilket det finns 60 skåror inristade. Skårorna är indelade i två grupper med 25 snitt i den ena och 35 i den andra. Dessa grupper är i sin tur uppdelade i grupper om fem snitt vardera.
De tidigaste skriftliga bevisen på mer avancerad matematik kommer från Egypten och Mesopotamien. Matematiken utvecklades av praktiska skäl för att till exempel mäta upp landområden, bedriva handel eller driva in skatter. I Egypten fanns ett tiotalsystem med hieroglyfer. Varje tecken representerade ett specifikt värde. De olika tecknen sattes tillsammans och adderades till varandra för att skapa nya tal. Principen för addition var enkel i och med att det bara var att summera tecknens värden. Även multiplikation och division fanns. Det Egyptiska talsystemet har stora likheter med det romerska talsystemet (som dock senare blev positionsberoende, genom att subtraktion infördes: IIII började skrivas IV o.s.v.).
I Mesopotamien användes ett talsystem med 60 som bas, det sexagesimala talsystemet. Här introducerades det första positionssystemet. Detta betyder att samma tecken används för olika numeriska värden beroende på vilken position det har i talet. Systemet var dock tvetydigt på grund av bristen på talet noll. För att förhindra de problem som uppstod infördes en symbol för den "tomma" platsen mellan två tal. Denna användes dock bara inne i tal och inte i slutet vilket gjorde att talsystemet blev relativt. För att jämföra med vårt tiotalsystem kunde man till exempel inte veta om talet 11 betydde 11 eller 110 eller 1100 annat än av sammanhanget. Spår från det sexagesimala talsystemet finns kvar än idag i vår tidmätning och vår vinkelräkning. Symbolen 0 för noll började användas i slutet av tal först omkring 160 e.Kr. av greken Ptolemaios.
I Kina hade den tidiga matematiken stora likheter med den egyptiska. Redan omkring 250 f.Kr. räknade man med negativa tal i Asien. I Indien använde man det decimala positionssystemet, decimala talsystemet, det system vi använder idag. Omkring 500 e.Kr. tror man att talsystemet i sin nuvarande form var fullt utvecklat och även innehöll nollan som ett erkänt tal med definierade operationer (alla utom division med noll). De insåg också problemen med att ta kvadratroten ur negativa tal. Dessa tal kallades därför för "overkliga", grunden till vad vi idag kallar imaginära tal. Dessa kunskaper spreds senare till Europa av araberna under medeltiden.
Även Grekerna hade stor påverkan för aritmetikens utveckling. De införde satser och bevis och de var de första att bevisa existensen av de irrationella talen.
I början av 1600-talet började logaritmer användas. Det är den sista operatorn som införlivats i aritmetiken. Införandet eller upptäckten av logaritmer brukar tillskrivas John Napier. Med hjälp av räknesticka eller tabeller har logaritmer fram till datoråldern varit ett effektivt beräkningshjälpmedel för multiplikation, division och potensräkning.
De talsystem som är vanligast förekommande bygger på talbaser av fem, tio eller tjugo. Detta har sitt ursprung i den mänskliga kroppens anatomi då det är antalet fingrar och tår. Även baserna två och tre har förekommit men i dag har de flesta andra baser fått ge vika för basen tio. Basen två har dock börjat användas allt oftare i och med datorernas framväxt, se det binära talsystemet.

## Aritmetiska operatorer

Additionstabell.

Aritmetikens viktigaste operationer är de fyra räknesätten.
Det enklaste räknesättet är addition. Om man adderar två tal tar man summan av dem, man lägger ihop antalet element i två mängder till en mängd. Omvändningen till addition är subtraktion, att ta bort ett visst antal element från en mängd. För addition krävs bara de naturliga talen men vid införandet av operatorn subtraktion utvidgas denna mängd till att innefatta även de negativa talen.
Multiplikation kan definieras som upprepad addition av samma tal. Talet n adderat till sig självt m gånger ger samma resultat som produkten av n och m. Omvändningen till multiplikation är division, antal element i varje delmängd om en mängd delas i ett visst antal delmängder. Vid införandet av denna operator utvidgas mängden till att innehålla rationella tal (bråk) och reella tal.
Potensräkning kan ses som ett specialfall av multiplikation då det är samma tal multiplicerat med sig självt ett visst antal gånger. Detta gäller dock bara om exponenten är ett positivt heltal; en annan definition krävs om operationerna skall vara definierade för alla talpar.
Ur detta kan härledas två andra operatorer. Den ena är rotdragning; n:te roten ur ett tal a är ett tal x så att xn = a. För att kunna göra tvingas man utvidga mängden tal till att även innefatta de irrationella talen och, om man vill kunna dra roten ur negativa tal, de imaginära talen.
Logaritmer är den andra operatorn som kan härledas från potenserna. Logaritmen för ett tal a är det tal man måste upphöja ett givet tal, b, till för att få talet a. Logaritmer finns för olika baser, b: x = logb a ⇔ bx = a.

## Räknelagar (axiom)
För att de utvidgningar i mängden av tal som beskrivits ovan ska vara giltiga krävs att de grundläggande räknelagarna fortfarande gäller för addition och multiplikation; dessa är kommutativitet, associativitet, distributivitet, neutralt element och invers. Ur dem kan man härleda andra räknelagar, t.ex. potenslagarna och logaritmlagarna för att stipulera andra regler för hur aritmetiken fungerar.

### Kommutativitet

Kommutativiteten hos addition

Kommutativitet innebär att det inte har någon betydelse i vilken ordning de två talen har vid operatorn: x + y = y + x och x · y = y · x
Potenser är inte kommutativa. Generellt gäller att xy ≠ yx även om undantag finns.

### Associativitet
Associativitet innebär att det inte har någon betydelse hur man grupperar tre eller fler tal som ska adderas eller multipliceras, innan operationerna utförs (x + y) + z = x + (y + z) och (x · y)  ·  z = x · (y  ·  z) .
Potenser är inte heller associativa: (xy)z ≠ x(yz).

### Distributivitet
Distributivitet innebär att x · (y + z) = (x  ·  y) + (x  ·  z). Dess funktion är att skapa koppling mellan de båda räknesätten.
Motsvarande distributiva lagen för potenser är: (x  ·  y)z = xz · yz.

### Neutralt element
Ett neutralt element är ett tal där värdet på det andra talet är oförändrat under operationen; för vilket tal a som helst gäller att 0 är ett neutralt element för addition eftersom  a + 0 =  0 + a =  a, 1 är ett neutralt element för multiplikation eftersom a · 1 = 1 · a = a.

### Invers
För varje tal a finns ett annat tal (-a) för vilket det gäller att: a + (-a) = 0. Detta tal kallas den additiva inversen. På samma sätt finns ett tal a-1 sådant att a · a-1 = 1, för alla tal a utom a = 0. Detta tal kallas den multiplikativa inversen.
Detta ger möjlighet att definiera subtraktion och division utifrån axiomen. Det gäller nämligen att a - b = a + (-b) och att a / b = a · b-1. Det motiverar också utvidgningar till negativa tal och till rationella tal.

## Operatorordning
Inom aritmetiken gäller en viss operatorprioritet (operatorordning). Detta betyder att olika operatorer i ett uttryck beräknas i olika ordning. Multiplikation och division beräknas först och sedan addition och subtraktion. Om uttrycket innehåller parenteser har dessa högst prioritet och uttrycket i parentesen beräknas först, enligt den vanliga operatorordningen.

## Aritmetiken i vardagen
Aritmetiken ligger till grund för den övriga matematiken och grundläggande operationer på naturliga tal är det första man får lära sig i skolan. I Sverige är det obligatoriskt för alla barn att lära sig att behärska aritmetikens grunder och vi använder den dagligen i vårt vuxna liv. Även om det idag finns en mängd hjälpmedel i form av miniräknare och datorer krävs en grundläggande förståelse för aritmetiken för att klara av det dagliga livet.

### Fotnoter
1. 1 2 3  Boyer, C B: A History of Mathematics, John Wiley & sons inc, 1968
2. 1 2 3  Ifrah, G: Räknekonstens kulturhistoria: Från forntiden till dataåldern, Del 1 1981, Wahlström & Widstrand 2001
3. 1 2 3 4  Hall, T: Matematikens utveckling, AB CWK Gleerup bokförlag, 1979